# Karba
Karba (německy Karba) je malá osada v údolí Robečského potoka na vstupu do údolí s národní přírodní památkou Peklo. Osada je součástí obce Zahrádky v okrese Česká Lípa v Libereckém kraji. 

## Název
Název osady se odvozuje z německého slova „Kerbe“, které znamená „vrub“ nebo „zářez“, což by mohlo být vysvětleno od jejím umístěním ve stísněném skalnatém údolí. Pozdější pokusy změnit jméno osady na „Podskalí“, případně „Krby“ nebyly úspěšné.

## Historie

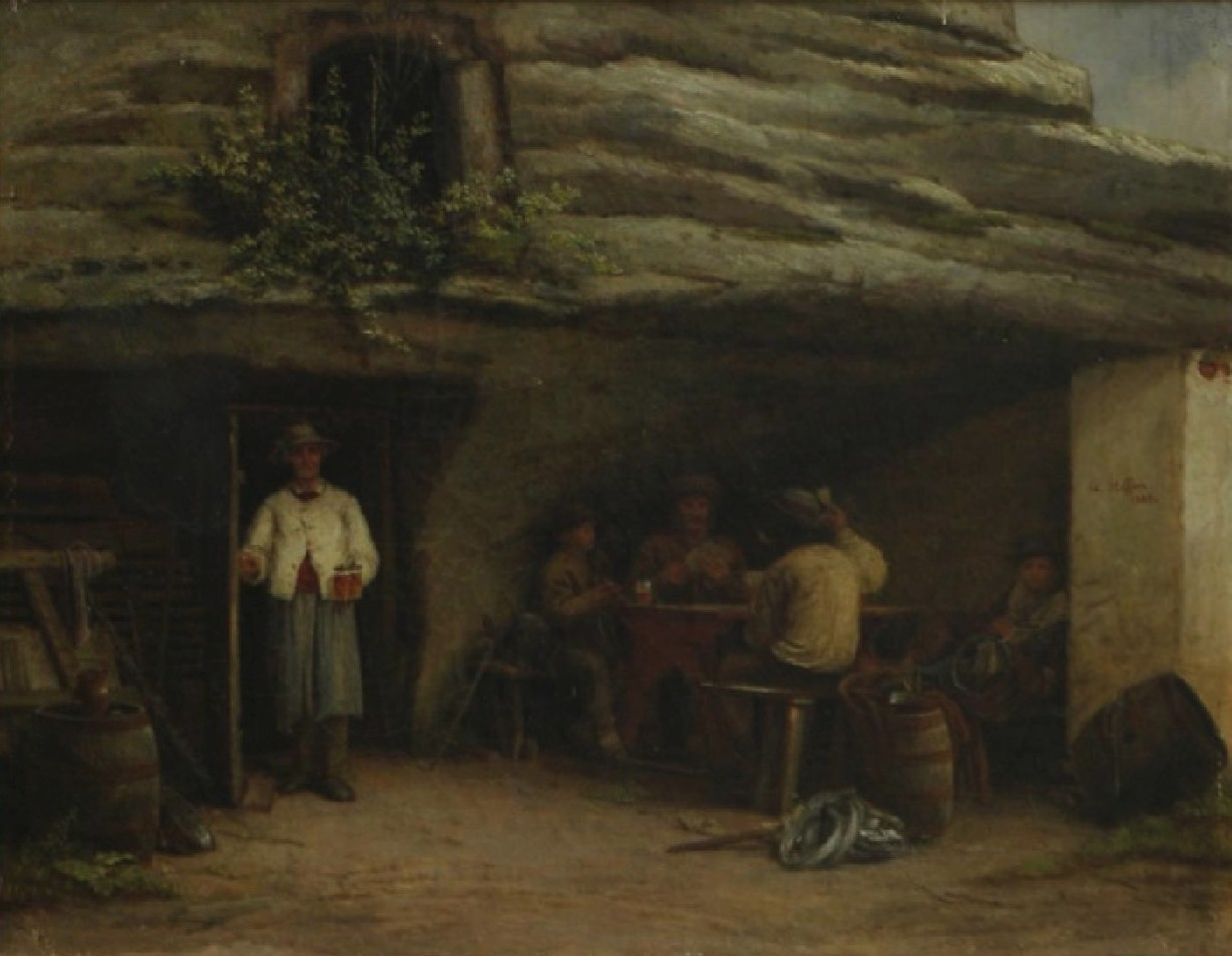
Eduard Steffen: Skalní hospoda v Karbě (1862)

Osada Karba je známa od 17. století jako výletní místo před vstupem do údolí Pekla vytvořeném Robečském potokem v pískovcových skalách. Byla založena zřejmě po stavbě nedalekého Nového zámku, později označovaného jako zámek Zahrádky.
Jádrem dnešní osady je kaplička z roku 1736 a roubenky v jejím okolí. Byly zde dva zájezdní hostince, některá dosud zachovalá stavení jsou známá od roku 1654. Stavba těchto domů byla podmíněna stísněným prostorem mezi skalami, některé části zázemí těchto hospodářství, jako sklepy či chlévy, byly vyhloubeny v okolních pískovcích. Podle historických záznamů z roku 1787 bylo v té době v Karbě 12 domů, obývaných převážně rodinami zdejších tkalců lnu. Poblíž Karby bývala samota Wokschenberg.
Od počátku 19. století se stala Karba cílem romantických výletů. K dalšímu oživení  turismu přispělo otevření železniční zastávky Zahrádky v roce 1898. U hostince v Karbě bývalo železné schodiště, po kterém bylo možno vystoupat na vyhlídku na skále nad údolím.

## Zajímavosti
U osady přetíná údolí ve velké výšce příhradový most železniční trati 087 z České Lípy do Lovosic. Most byl uveden do provozu v roce 1898.
Nedaleko Karby jsou na levém břehu Robečského potoka pozůstatky hradu, známého jako Pustý zámek nebo též pod sporným označením Frydlant. Hrad se však nachází již na území sousední obce Kvítkov těsně za hranicí katastru Zahrádek.

## Turistika
Od železniční zastávky Zahrádky sestupuje do Karby modře značená turistická trasa, kde se napojuje na červenou, procházející údolím Pekla a celou osadou. Červená trasa je mezinárodní, evropská dálková E10, turisticky hodně frekventovaná.

## Galerie

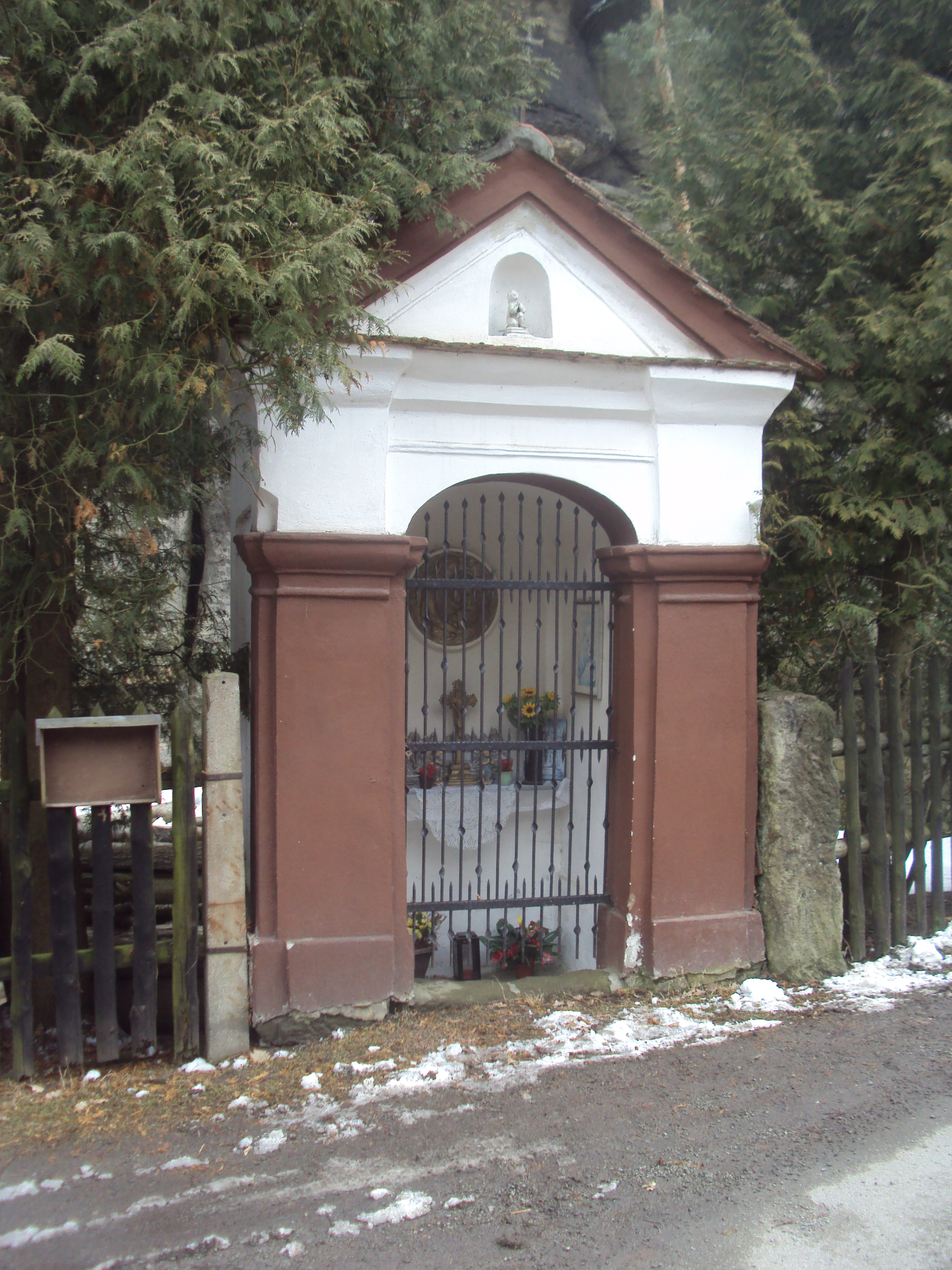
Kaplička z roku 1736
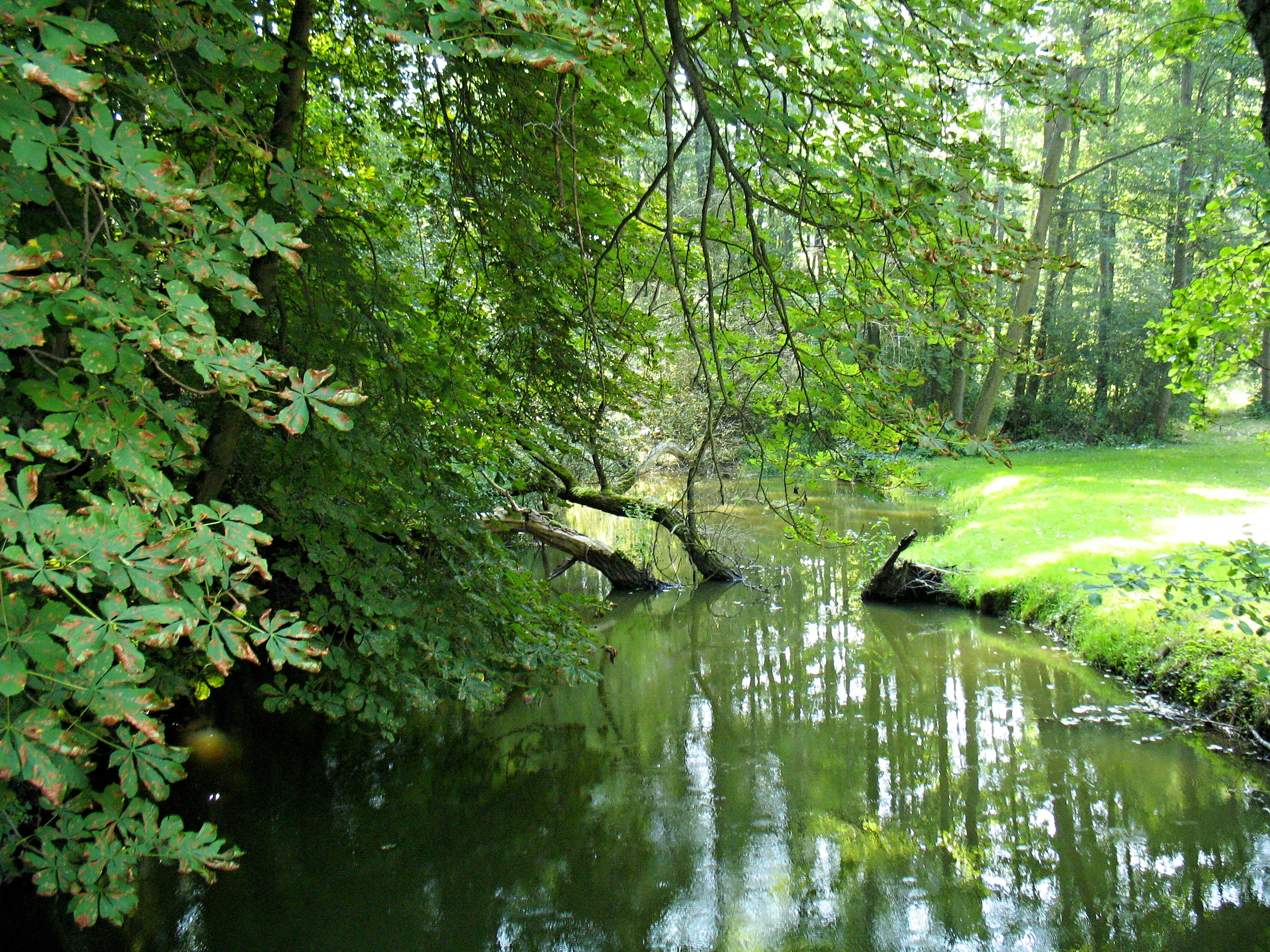
Robečský potok v Karbě
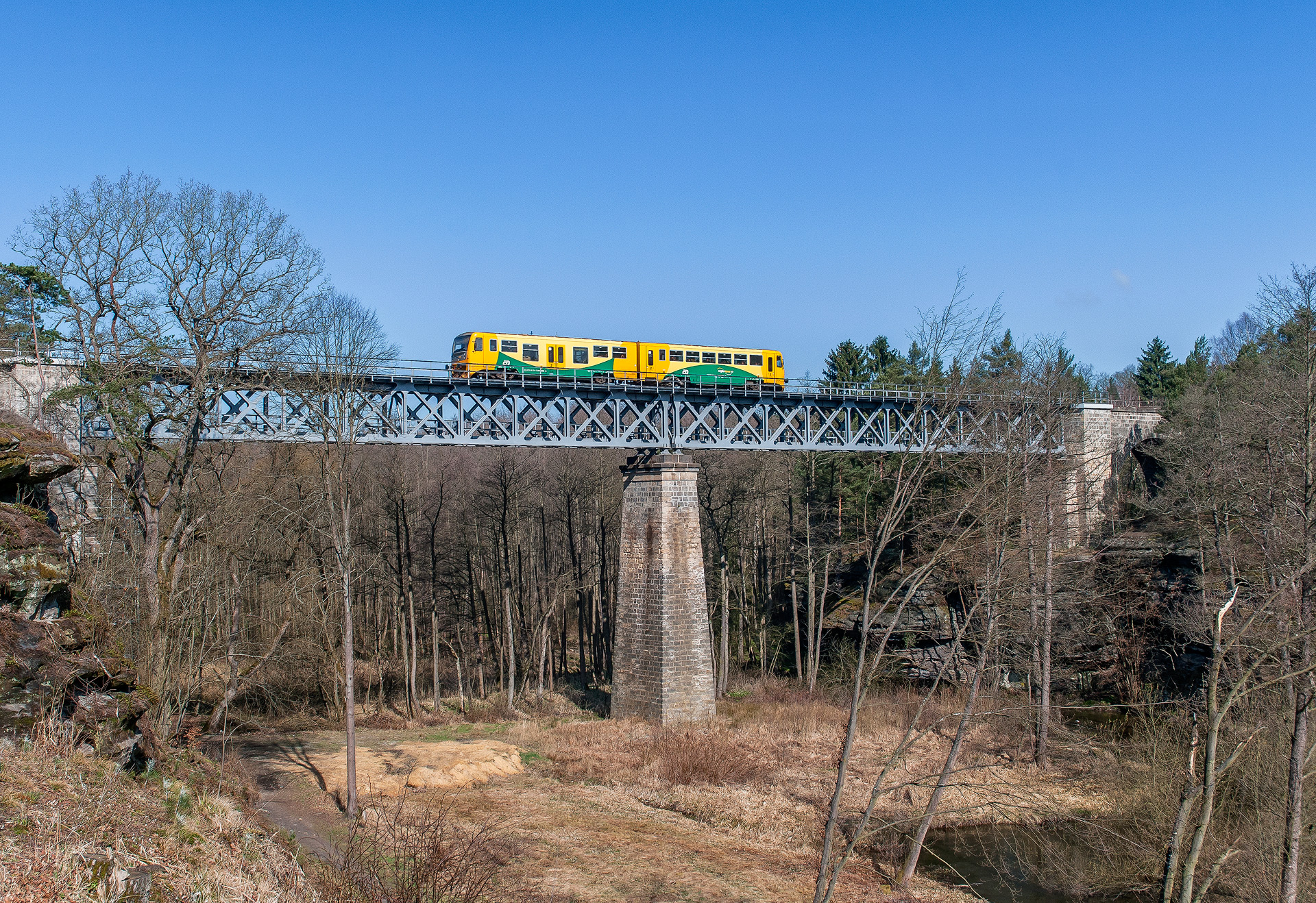
Železniční most přes údolí Pekla
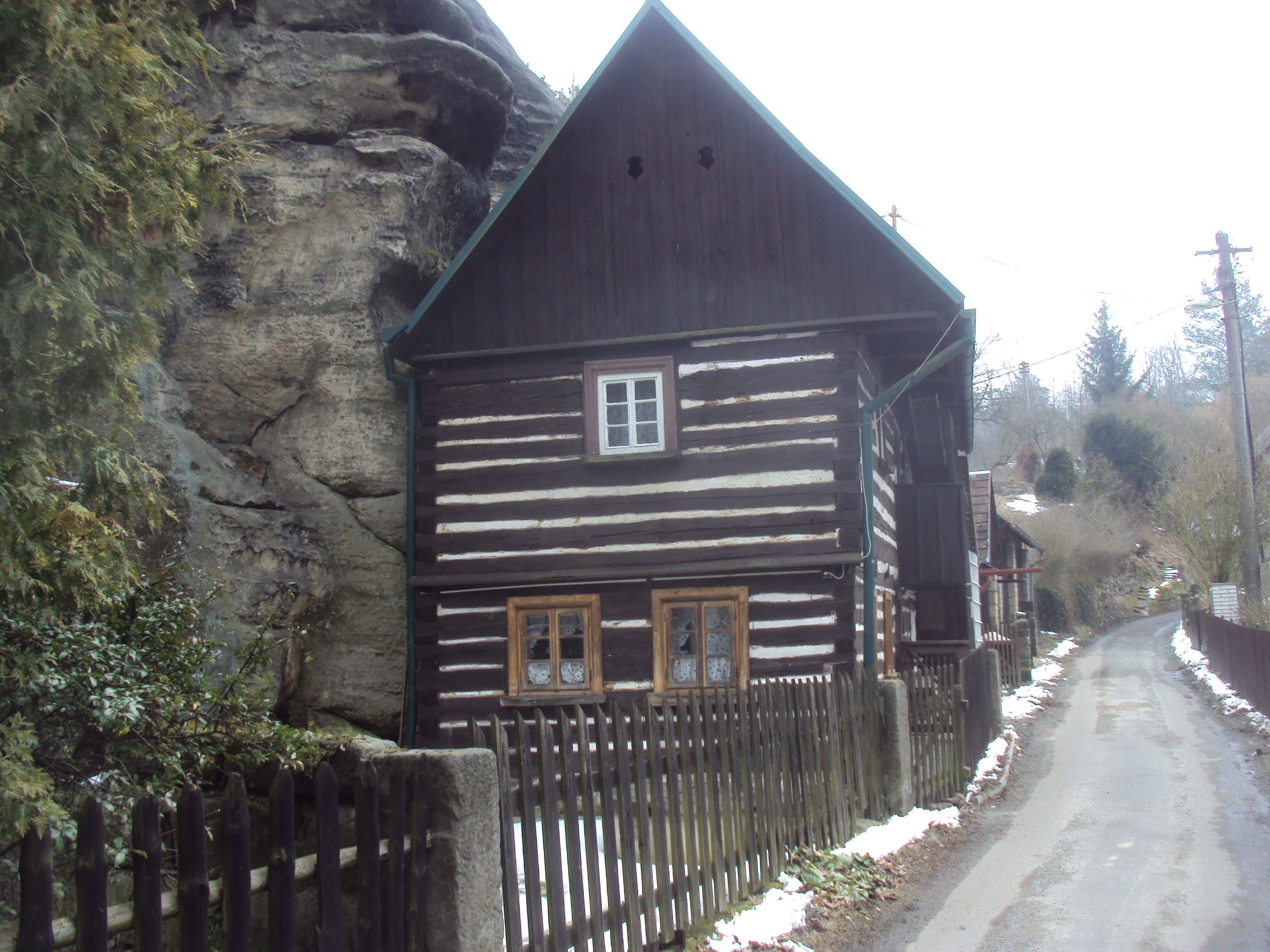
Roubený dům, zmiňovaný v roce 1654
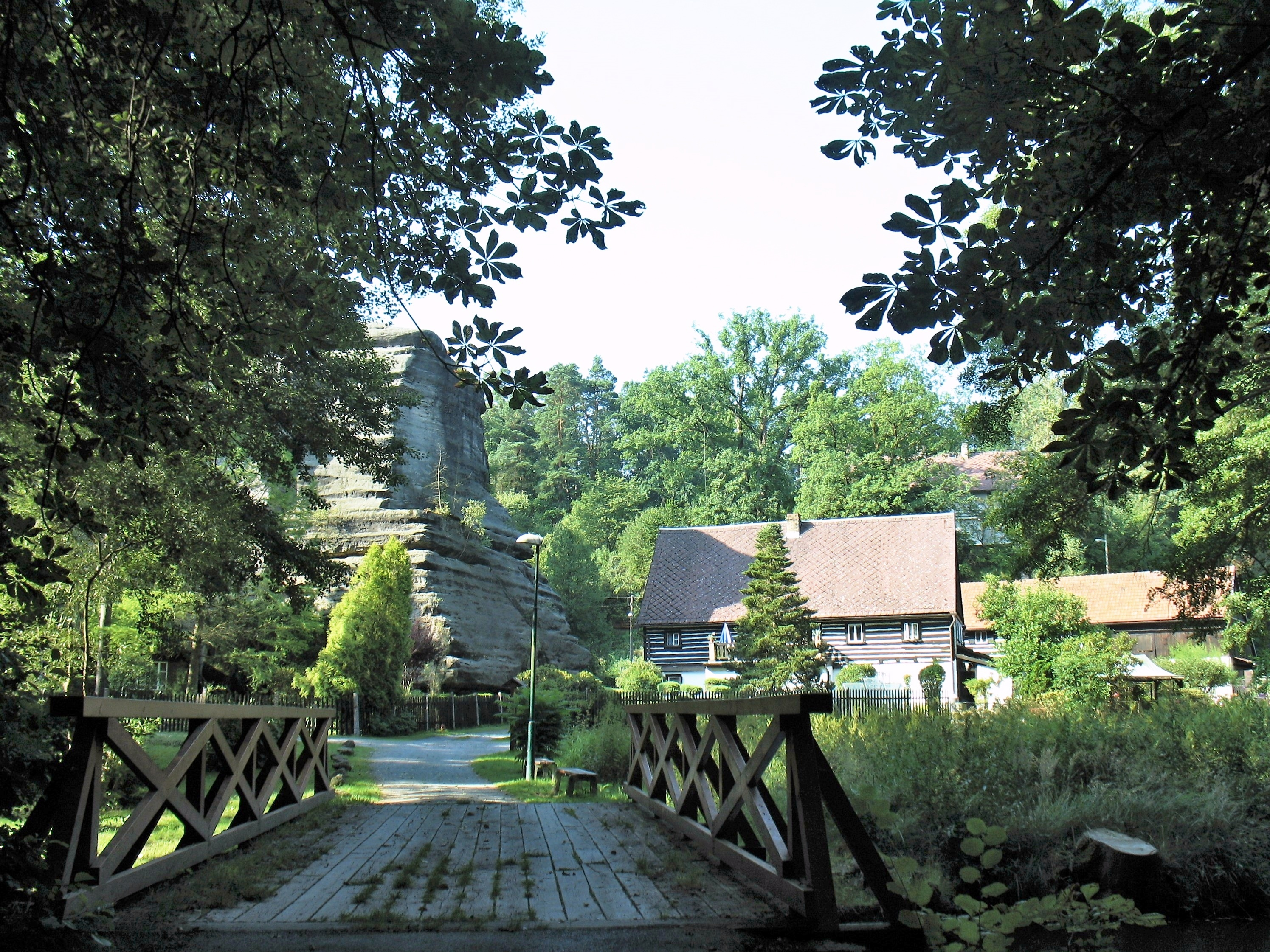
Mostek přes Robečský potok
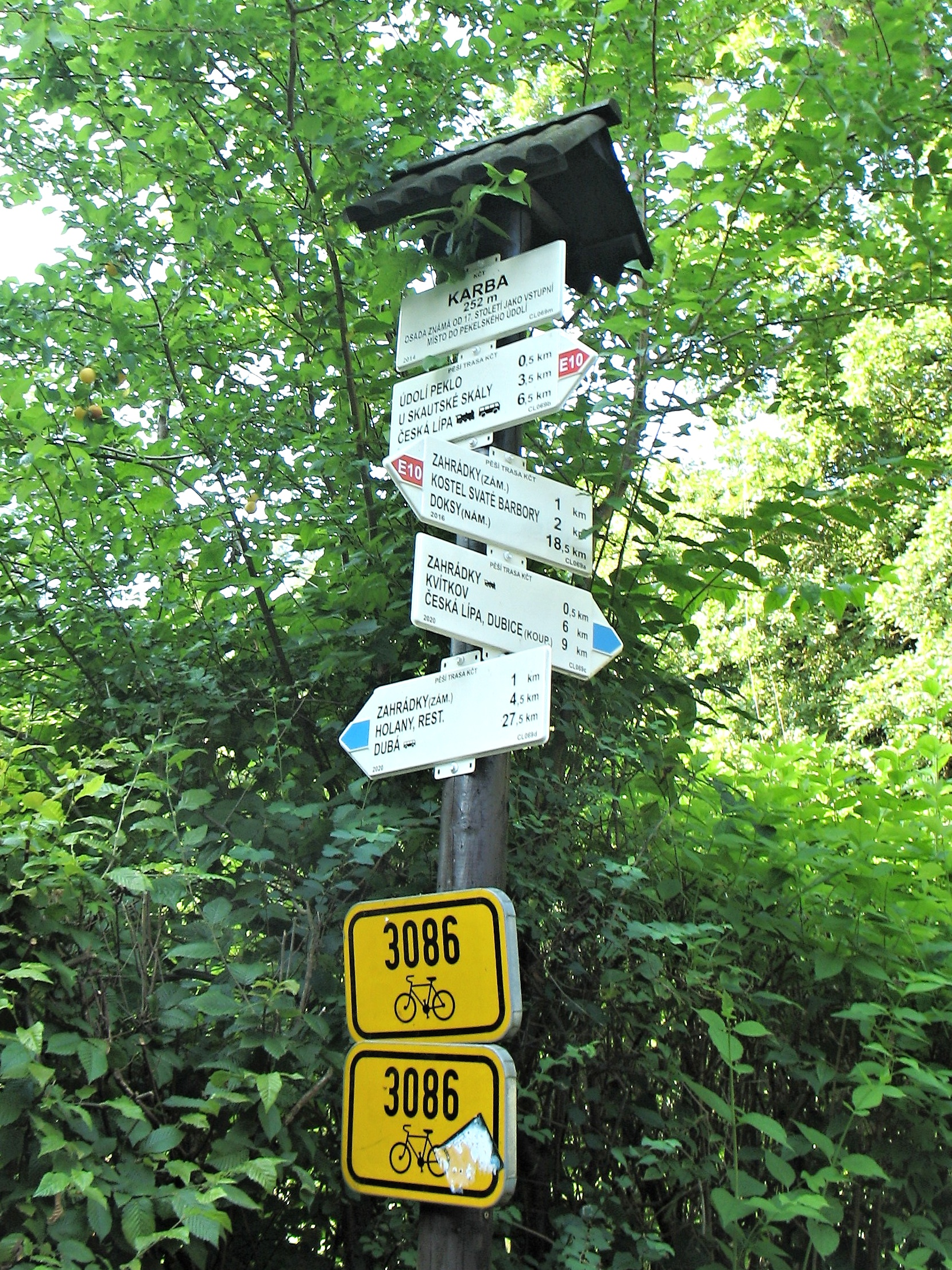
Turistický rozcestník v centru osady